# Underdog (Exilia)
Underdog är en EP av den italienska metal-gruppen Exilia, utgivet den 22 september 2003 på Supersonic Records (numera GUN Records). EP:n producerades av Joerg Umbreit och Vincent Sorg, tillsammans kända som The Resetti Brothers. På EP:n återfinns titelspåret Underdog som man även spelade in en musikvideo till.

## Låtlista
Musik: Exilia. Texter: Masha Mysmane.
1. Underdog – 3:23
2. Starseed – 4:06
3. Moony – 4:11
4. Where I'm Wrong – 4:12
5. I Guess You Know – 3:53

## Medverkande
Exilia:
- Masha Mysmane - sång
- Elio Alien - gitarr
- Frank Coppolino - bas
- Andrea Ge - trummor

Produktion:
- The Resetti Brothers (Joerg Umbreit & Vincent Sorg) - produktion, inspelning, mixning
- Kai Blankenberg - mastering
- JP. Rosendahl - fotografier
- FUEGO/Friedel Muders - skivomslag